# Silenced by the Night
Silenced by the Night è un singolo del gruppo musicale britannico Keane, pubblicato il 13 aprile 2012 come primo estratto dal quarto album in studio Strangeland.

## Descrizione
Silenced by the Night nasce da un processo che ha visto la composizione di circa 70 canzoni realizzate per l'album. Il pianista Tim Rice-Oxley disse riguardo al brano:
Nel guardare il fantastico documentario di Peter Bogdanovich dedicato a Tom Petty, mi ero interessato al modo in cui egli usò spesso la stessa sequenza di accordi più e più volte, cambiando la melodia sopra le righe per creare diverse sezioni, [...] quindi ho pensato di provare la ripetizione della nota, e quello divenne il riff di pianoforte ipnotico di Silenced by the Night. Penso che il ritmo del brano ricordasse istintivamente un brano relativo alla guida, ed io ho sempre amato guidare di notte, e infatti il testo parla di questo. Non riuscivo poi a trovare una frase per il ritornello e stavo finendo il tempo, così ho guardato oltre il retro del pianoforte e ho visto una copia della biografia di Nick Drake scritta da Patrick Humphries. Ricordavo un passaggio nel libro dove diceva di quando le persone fanno cose in modo molto deprimente, tutto sembra essere senza speranza nella notte, ma quando arriva il giorno, le cose sembrano essere più gestibili. Perciò, l'idea di provare di passare dalla notte all'alba diventò il ritornello del brano.»

## Video musicale
Il video, diretto da Christopher Sims e filmato ad Austin (Texas), mostra scene di una coppia intenta a compiere un viaggio attraverso gli Stati Uniti con altre in cui il gruppo esegue il brano in una miniera di sale e calce.

## Tracce
CD promozionale (Regno Unito, Stati Uniti)
1. Silenced by the Night – 3:16

Download digitale
1. Silenced by the Night – 3:16
2. Myth – 4:55

Download digitale – remix
1. Silenced by the Night (Alesso vs. Keane) (Alesso Remix) – 6:13

## Formazione
Hanno partecipato alle registrazioni, secondo le note di copertina di Strangeland:
Gruppo
- Tom Chaplin – voce, chitarra
- Tim Rice-Oxley – tastiera, chitarra, percussioni, cori
- Jesse Quin – basso, chitarra, cori
- Richard Hughes – batteria, percussioni, cori

Produzione
- Dan Grech-Marguerat – produzione, ingegneria del suono, missaggio
- Keane – produzione
- Tom Hough – ingegneria del suono
- Duncan Fuller – assistenza al missaggio
- Bob Ludwig – mastering

## Classifiche
| Classifica (2012) | Posizione massima |
| ----------------- | ----------------- |
| Belgio (Fiandre)  | 28                |
| Belgio (Vallonia) | 14                |
| Francia           | 146               |
| Paesi Bassi       | 50                |
| Regno Unito       | 46                |
| Spagna            | 41                |